# Johan Algot Törneman
Johan Algot Georg Törneman, född 29 mars 1851 i Katarina församling, Stockholm, död 30 september 1942 i Kungsholmens församling, Stockholm, var en svensk ingenjör och industriman.
Han var son till underlöjtnanten Algot Törneman och Henrietta Carlsson samt dotterson till Gustafva Björklund. Han var gift med Marie-Louise Charlotta Ahlström och blev far till konstnären Axel Törneman. Efter avslutad skolgång utbildade han sig till ingenjör vid Teknologiska institutet i Stockholm 1869–1871, han var anställd som föreståndare vid Nora-Gyttorps sprängämnesfabrik 1872–1874 och etablerade en egen nitroglycerin och dynamitfabrik i Persberg 1874 som han drev till 1925. Han etablerade även en nitroglycerin och salpeterfabrik i Norge 1879 och var innehavare av Hasselgrens färgfabrik i Stockholm 1880–1887. Makarna Törneman är begravda på Norra begravningsplatsen utanför Stockholm.